# Rikuya Itō
Rikuya Itō (伊東 利来也 (Itō Rikuya?); 10 novembre 1998) è un velocista giapponese, campione continentale nella staffetta 4×400 m ai campionati asiatici di Doha 2019.

## Palmarès
| Anno | Manifestazione      | Sede     | Evento      | Risultato | Prestazione | Note             |
| ---- | ------------------- | -------- | ----------- | --------- | ----------- | ---------------- |
| 2019 | Campionati asiatici | Doha     | 400 m piani | Finale    | dq          | R163.3a          |
| 2019 | Campionati asiatici | Doha     | 4×400 m     | Oro       | 3'02"94     |                  |
| 2019 | World Relays        | Yokohama | 4×400 m     | 12º       | 3'19"71     |                  |
| 2021 | World Relays        | Chorzów  | 4×400 m     | Argento   | 3'04"45     |                  |
| 2021 | Giochi olimpici     | Tokyo    | 4×400 m     | Batteria  | 3'00"76     | Record nazionale |